# Préalpes de Provence

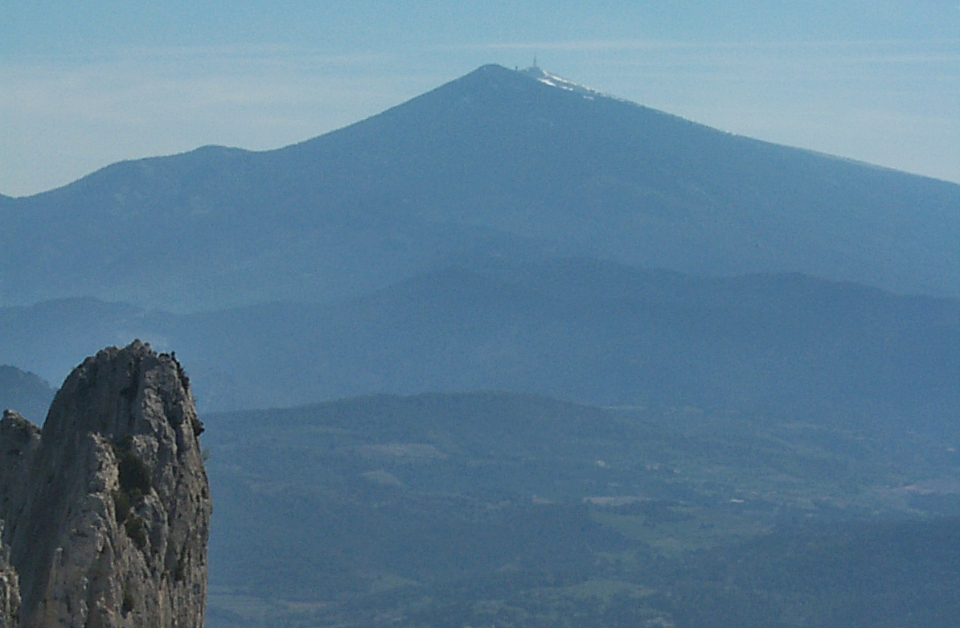
Mont Ventoux

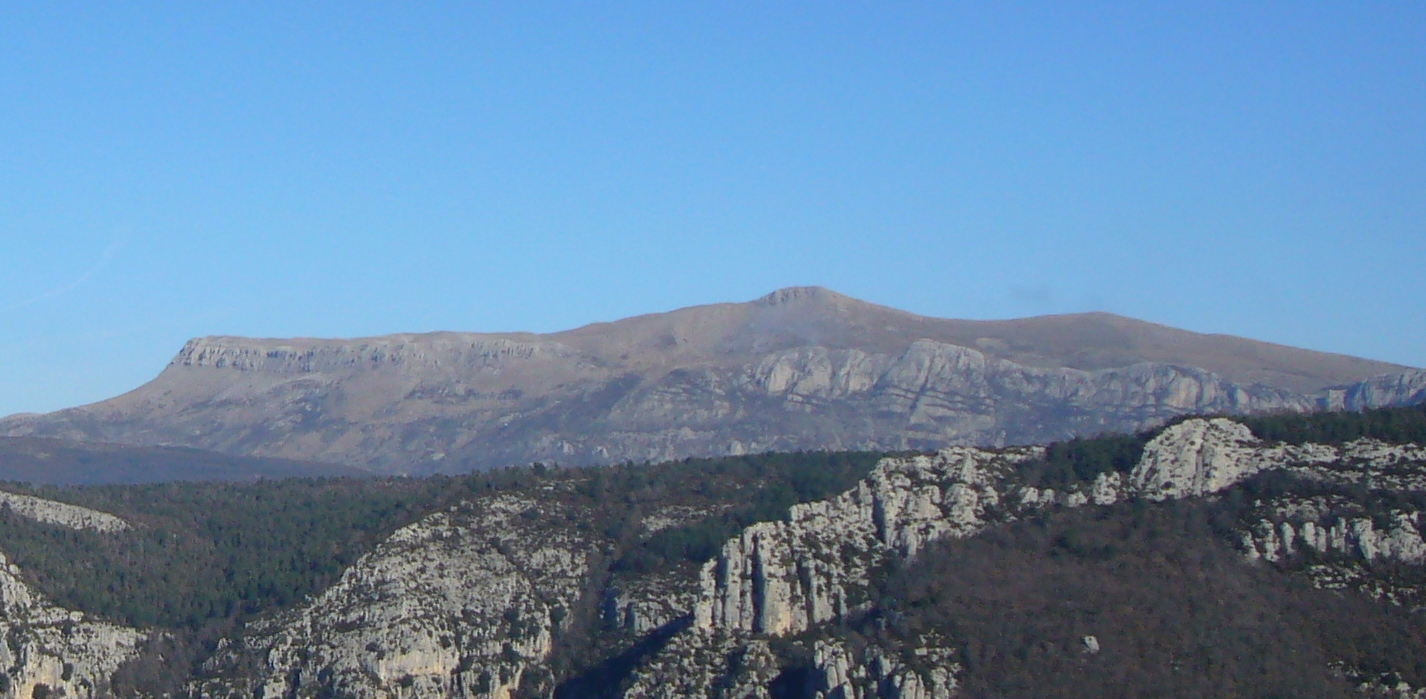
Mourre de Chanier

Préalpes de Provence – grupa górska, część południowych Alp Zachodnich. Leży na terenie południowo-wschodniej Francji w regionie Prowansja-Alpy-Lazurowe Wybrzeże. Jest częścią Alp Prowansalskich. Najwyższym szczytem jest Les Monges, który osiąga 2115 m.

## Topografia

### Partizione delle Alpi
| \| Tradycyjny francusko-włoski podział Alp, Partizione delle Alpi, z 1924 (wprowadzony 1926) wymienia Prealpi di Provenza (nr 6)[3]. Najwyższym szczytem grupy w granicach wg tego podziału jest Sommet de la Bernarde (1941 m n.p.m.). \| |
| Tradycyjny francusko-włoski podział Alp, Partizione delle Alpi, z 1924 (wprowadzony 1926) wymienia Prealpi di Provenza (nr 6). Najwyższym szczytem grupy w granicach wg tego podziału jest Sommet de la Bernarde (1941 m n.p.m.).          |

Granice Préalpes de Provence w tej klasyfikacji znacznie odbiegają od sumy zasięgu grup I/A-3.II, I/A-3.III i I/A-3.IV wg SOIUSA.

### SOIUSA
| \| Klasyfikacja SOIUSA nie wyodrębnia Préalpes de Provence jako odrębnej podsekcji Alpes et Préalpes de Provence (sekcja I/A-3). Zamiast tego (obok I/A-3.I Alpes de Provence) wymiania trzy podsekcje: Préalpes de Digne (kod SOIUSA = I/A-3.II), Préalpes de Castellane (I/A-3.III), Préalpes du Vaucluse (I/A-3.IV)[3]. Najwyższym szczytem w zasięgu granic tych trzech podgrup jest Les Monges (2115 m n.p.m.). \| |
| Klasyfikacja SOIUSA nie wyodrębnia Préalpes de Provence jako odrębnej podsekcji Alpes et Préalpes de Provence (sekcja I/A-3). Zamiast tego (obok I/A-3.I Alpes de Provence) wymiania trzy podsekcje: Préalpes de Digne (kod SOIUSA = I/A-3.II), Préalpes de Castellane (I/A-3.III), Préalpes du Vaucluse (I/A-3.IV). Najwyższym szczytem w zasięgu granic tych trzech podgrup jest Les Monges (2115 m n.p.m.).          |

#### Najwyższe szczyty Préalpes de Digne
- Les Monges 2115 m,
- Clot Ginoux 2112 m,
- l'Oratoire 2071 m,
- Tête Grosse 2032 m,
- Laupie 2025 m,
- Clos de Bouc 1962 m,
- Montagne de Chine 1952 m,
- Mourre de Chanier 1930 m,
- Marzenc 1930 m,
- Sommet de Nibles 1909 m,
- Mont Chiran 1905 m,
- Grand Mourre 1898 m.

#### Najwyższe szczyty Préalpes de Castellane
- Puy de Rent 1996 m,
- Pic de Rent 1974 m,
- Sommet de la Bernarde 1941 m,
- Montagne de Teillon 1893 m,
- Pic de Charmatte 1878 m,
- Montagne du Cheiron 1778 m,
- Crête des Serres 1777 m,
- Sommet de Crémon 1760 m,
- Montagne de Lachens 1714 m.

#### Najwyższe szczyty Préalpes du Vaucluse
- Mont Ventoux 1912 m,
- Montagne de Lure 1826 m,
- Signal de Saint-Pierre 1256,
- Mourre Nègre 1125 m.